# شانية
الشَانِيَة أو فرقاطات (Fregata) هو فصيلة تنتمي إلى عائلة الأطيشيات، وهي من الطيور المتوسطة (71 إلى 114 سم)، وتدعى فرقاطات وهي تتألف من نوع واحد (Fregata) وتصل سرعتها إلى 450 كم/سا.

## الوصف
- والفرقاطات لها اجنحة طويلة (حجمها يصل إلى 2.3 للذكور) وذيل متشعب طويل، ومنقار معقوف. والأنثى لها عنق أبيض وأما الذكر له عنق أحمر على شكل جيب تحت الحلق وتتضخم خلال موسم التزاوج لجذب الإناث.

وهذه الطيور لا تسبح، وتمشي مشية سيئة، ويمكن أن تقلع من سطح مستو. ولهذه الطيور أجنحة أكبر من جسمها ولهذا تستطيع الطيران بدون التعب لمسافة طويلة تقدر بحوالي أسبوع.
- وتضع الأنثى 1-2 بيضات والآباء والأمهات على حد سواء تغذي بالتناوب خلال الأشهر الثلاثة الأولى. إلا الأم أو الصغار تعتمد على نفسها بعد 8 أشهر المقبلة. يستغرق وقتا طويلا لرفع فرقاطات الصغيرة التي لا تولد كل عام. الصغيرة تدخل مباشرة في أنف والديهم.

## التوزيع
- وتوجد في المحيطات الاستوائية وشبه الاستوائية والساحلية أو البحرية وهي تتبع نظام غذائي بالاعتماد على الرياح الموسمية ومن المعروف وجود هذه الأنواع في جزر فرنسية متفرقة في المحيط الهندي كجزر جلوريوسو، جزيرة خوان دي نوفا وخاصة في قناة موزمبيق في جنوب أفغانستان على جزيرة يوروبا وهي مستعمرة دائمة.

## الغذاء
- تعتمد الفرقاطات على الغذاء، وبما أنها لا تسبح في المياه فإنها تمسك بفرائسها من السطح عندما تكون قريبة ويتألف الغذاء من الأسماك والحبار وسلاحف البحر الصغيرة الذين يحاولون الوصول إلى البحر ويقال أنها تفترس فراخ الطيور البحرية.

## قائمة الأنواع
- فرقاطة النسر.
- فرقاطة أندروسي.
- فرقاطة رائعة .
- فرقاطة صغرى.
- فرقاطة أرييل.